# Taunton Town FC
Taunton Town FC (celým názvem: Taunton Town Football Club) je anglický fotbalový klub, který sídlí ve městě Taunton v nemetropolitním hrabství Somerset. Založen byl v roce 1947 pod názvem Taunton FC. Od sezóny 2018/19 hraje v Southern Football League Premier Division South (7. nejvyšší soutěž). Klubové barvy jsou červená a modrá.
Své domácí zápasy odehrává na The Viridor Stadium s kapacitou 2 500 diváků.

## Historické názvy
Zdroj: 
- 1947 – Taunton FC (Taunton Football Club)
- 1968 – Taunton Town FC (Taunton Town Football Club)

## Získané trofeje
- FA Vase ( 1× )
  - 2000/01
- Somerset Senior Cup ( 1× )
  - 1969/70

## Úspěchy v domácích pohárech
Zdroj: 
- FA Cup
  - 1. kolo: 1981/82, 2016/17
- FA Trophy
  - 3. kolo: 2003/04
- FA Vase
  - Vítěz: 2000/01

## Umístění v jednotlivých sezonách
Stručný přehled
Zdroj: 
- 1954–1956: Western Football League (Division Two)
- 1956–1960: Western Football League (Division One)
- 1960–1976: Western Football League
- 1976–1977: Western Football League (Premier Division)
- 1977–1979: Southern Football League (Division One South)
- 1979–1983: Southern Football League (Midland Division)
- 1983–2002: Western Football League (Premier Division)
- 2002–2006: Southern Football League (Western Division)
- 2006–2017: Southern Football League (Division One South & West)
- 2017–2018: Southern Football League (Division One West)
- 2018– : Southern Football League (Premier Division South)

Jednotlivé ročníky
Zdroj: 
Legenda: Z - zápasy, V - výhry, R - remízy, P - porážky, VG - vstřelené góly, OG - obdržené góly, +/- - rozdíl skóre, B - body, červené podbarvení - sestup, zelené podbarvení - postup, fialové podbarvení - reorganizace, změna skupiny či soutěže
| Sezóny  | Liga                                                 | Úroveň | Z  | V  | R  | P  | VG  | OG | +/- | B   | Pozice |
| ------- | ---------------------------------------------------- | ------ | -- | -- | -- | -- | --- | -- | --- | --- | ------ |
| 2009/10 | Southern Football League (Division One South & West) | 8      | 42 | 11 | 7  | 24 | 50  | 85 | -35 | 40  | 18.    |
| 2010/11 | Southern Football League (Division One South & West) | 8      | 40 | 16 | 10 | 14 | 49  | 49 | 0   | 58  | 9.     |
| 2011/12 | Southern Football League (Division One South & West) | 8      | 40 | 10 | 10 | 20 | 47  | 76 | -29 | 40  | 17.    |
| 2012/13 | Southern Football League (Division One South & West) | 8      | 42 | 12 | 8  | 22 | 59  | 85 | -26 | 44  | 18.    |
| 2013/14 | Southern Football League (Division One South & West) | 8      | 42 | 21 | 7  | 14 | 71  | 58 | +13 | 69  | 8.     |
| 2014/15 | Southern Football League (Division One South & West) | 8      | 42 | 24 | 8  | 10 | 71  | 42 | +29 | 80  | 4.     |
| 2015/16 | Southern Football League (Division One South & West) | 8      | 42 | 27 | 8  | 7  | 94  | 34 | +60 | 89  | 3.     |
| 2016/17 | Southern Football League (Division One South & West) | 8      | 42 | 27 | 7  | 8  | 114 | 42 | +72 | 85  | 4.     |
| 2017/18 | Southern Football League (Division One West)         | 8      | 42 | 31 | 10 | 1  | 107 | 41 | +66 | 103 | 1.     |
| 2018/19 | Southern Football League (Premier Division South)    | 7      | 42 |    |    |    |     |    |     |     |        |

Poznámky
- 2016/17: Klubu byly svazem odebrány tři body za porušení stanov soutěže.